# Iosef Arêas
Iosef Arêas Forma (Rio de Janeiro, 21 de abril de 1974) é um atirador esportivo brasileiro.
Integrou a delegação nacional que disputou os Jogos Pan-Americanos de 2011 em Guadalajara, no México.
Integrou a delegação nacional que disputou os Jogos Pan-Americanos de 2015 em Toronto, no Canadá.